# Wilhelm Roscher
Georg Friedrich Wilhelm Roscher (født 21. oktober 1817 i Hannover, død 4. juni 1894 i Leipzig) var en tysk nationaløkonom, far til Wilhelm Heinrich Roscher.
Roscher, der siden 1848 varet professor i Leipzig, var en af førerne af den historiske skole inden for den økonomiske samfundslære. Hans Grundriss zu Vorlesungen über die Staatswirtschaft nach geschichtlicher Methode (1843) blev i så henseende epokegørende. Hans program var at forklare nutiden ved at forstå fortiden, og på den bredeste basis af encyklopædisk lærdom opbygger han den hele socialøkonomi som et system af udviklingsresultater, idet han stedse underkaster de herhen hørende kendsgerninger en undersøgelse i deres sociologiske forbindelse med andre sider af kulturlivet som sprog, religion, forfatningsvæsen, ret, videnskab og kunst.
Rigtignok opløser han på den måde de økonomiske og sociale faktorer i lidet håndgribelige relativiteter, men han giver de forskellige standpunkter en lærerig og interessant belysning. Hans styrke er den klare, konkrete, objektive skildring, ikke at opstille forbilleder. Selv kalder han sin metode historisk eller historisk-fysiologisk som en udtrykkelig modsætning til en filosofisk eller idealistisk. Hovedværket under hans overordentlig rige produktion var det stedse på ny reviderede og udbedrede System der Volkswirtschaft. Ein Hand- und Lesebuch für Geschäftsmänner und Studierende.
Dette arbejde var en tid lang standardhåndbog ved Tysklands universiteter, og anseelsen og udbredelsen var international (bind I: Die Grundlagen der Nationalökonomie, 1854, 24. udgave ved Robert Pöhlmann 1906; engelsk, fransk, polsk, sprog, serbisk og ungarsk oversættelse , bind II: Nationalökonomie des Ackerbaues und der verwandten Urproduktionszweige, 1859, 13. udgave ved Heinrich Dade 1903; bind III: Nationalökonomie des Handels und Gewerbefleisses, 1881, 7. udgave ved Wilhelm Stieda 1899; bind IV: System der Finanzwissenschaft, 1886, 5. udgave ved Otto Gerlach 1901; bind V: System der Armenpflege und Armenpolitik, 1894, 3. udgave ved Christian Jasper Klumker, 1905).
Af Roschers øvrige værker er at fremhæve Kolonien, Kolonialpolitik und Auswanderung (1856, 3. udgave med bidrag af Robert Jannasch 1885), Ansichten der Volkswirtschaft aus dem geschichtlichen Standpunkte (1861, 3. stærkt øgede udgave
1878), den værdifulde og righoldige Geschichte der Nationalökonomik in Deutschland (1884) samt en kritisk-analytisk oversigt over forfatningsformernes udvikling, Politik: Geschichtliche Naturlehre der Monarchie, Aristokratie und
Demokratie (1892).